# Untertage-Marathon
Der Untertage-Marathon (offizieller Name Untertage-Sparkassen-Marathon) war ein Marathon in Sondershausen, der von 2002 bis 2014 700 m unter Tage im Brügman-Schacht des Erlebnisbergwerks „Glückauf“ stattfand (seit 2003 im Dezember). Er wurde vom sc im.puls erfurt e.V. und dem SV Glückauf Sondershausen e.V. veranstaltet und vom SV Kristalllauf e.V. ausgerichtet.
Der Marathon wurde auf einem Rundkurs von 10,5 km absolviert und wies ein stark profiliertes Gelände mit einem Höhenunterschied von 310 m je Runde auf. Auf der Strecke befanden sich Steigungen und Gefälle bis 20 %. Die Temperaturen bewegten sich zwischen 22 und 31 °C (abhängig von Höhe und Frischluftzufuhr des jeweiligen Streckenabschnitts). Die Luftfeuchtigkeit sank teilweise deutlich unter 30 %. Den Marathonläufern wurde daher eine hohe physische und psychische Leistung abverlangt, der sich nur sehr gut trainierte Läufer stellen sollten. Die Laufgänge könnten von LKW befahren werden und waren daher selbst an den engsten Stellen rund 5 Meter breit und 4 Meter hoch.
Alle Teilnehmer waren verpflichtet, Helme zu tragen. Der Untergrund war uneben, glatt und staubig. Aufgrund schlechter Beleuchtung war der Boden auf Teilen der Strecke nicht zu sehen. Daher wurden Lampen zum Lauf empfohlen. Für die Halbmarathonmarke bestand ein Zeitlimit von 2:45 h. Bei einem Überschreiten wurden die Läufer aus dem Rennen genommen und für den Halbmarathon gewertet.
Das Teilnehmerfeld war aufgrund der begrenzten Kapazität auf 400 Läufer und Läuferinnen limitiert. In den letzten Jahren war der Lauf Monate vorher ausgebucht.
Der Untertage-Marathon steht in der Tradition des von denselben Veranstaltern jährlich organisierten Kristall-Laufs über 10 km, der erstmals an gleicher Stelle am 12. Dezember 1998 gestartet wurde und als erste untertägig durchgeführte Laufveranstaltung in das Guinness-Buch der Rekorde aufgenommen wurde.
Vor der jetzigen Veranstaltung wurde schon im März 2001 vom Dänen Chris Madsen ein Underground Marathon in Sondershausen als erster Bergwerkmarathon weltweit organisiert, mit 30 Marathon- und fünf Halbmarathonläufern und dem Dänen Kim Michaelsen in 3:20:22 h als schnellstem Läufer, und im Oktober 2001 von Christian Hottas für den 100 Marathon Club Deutschland der e. V. der NetCASE Underground Marathon, mit 43 Marathonfinishern, Markus Berger in 3:29:54 h als schnellstem Läufer und Barbara Szlachetka in 4:18:15 h als schnellster Läuferin.

## Statistik

### Streckenrekorde
- Männer: 3:01:21, Michael Müller, 2012
- Frauen: 3:36:40, Yvonne Turi-Hodel, 2014

### Siegerliste
| Datum         | Männer                 | Zeit (Std.) | Frauen             | Zeit (Std.) |
| ------------- | ---------------------- | ----------- | ------------------ | ----------- |
| 15. Nov. 2014 | Maik Willbrandt        | 3:07:01     | Yvonne Turi-Hodel  | 3:36:40     |
| 16. Nov. 2013 | Adrian Brennwald (SUI) | 3:07:34     | Silvia Schmied -2- | 3:50:37     |
| 17. Nov. 2012 | Michael Müller         | 3:01:21     | Silvia Schmied     | 3:41:58     |
| 3. Dez. 2011  | Karol Grunenberg       | 3:02:44     | Tanja Neumann      | 3:54:55     |
| 4. Dez. 2010  | Ulrich Amborn          | 3:20:36     | Anja Kerrutt       | 4:05:29     |
| 5. Dez. 2009  | Martin Wahl -4-        | 3:13:29     | Geertje Tewes -2-  | 4:02:42     |
| 6. Dez. 2008  | Uwe Schiwek            | 3:13:29     | Geertje Tewes      | 3:58:39     |
| 8. Dez. 2007  | Martin Wahl -3-        | 3:11:01     | Ute Spicker -2-    | 3:58:52     |
| 9. Dez. 2006  | Hansmartin Spatzier    | 3:10:29     | Anja Samse         | 4:12:10     |
| 10. Dez. 2005 | Martin Wahl -2-        | 3:09:59     | Ilona Pfeiffer     | 3:44:47     |
| 11. Dez. 2004 | Reimund Klitz          | 3:13:29     | Ute Spicker        | 3:57:26     |
| 13. Dez. 2003 | Martin Wahl            | 3:20:04     | Andrea Ritter -2-  | 4:27:12     |
| 26. Okt. 2002 | Torsten Kunath         | 3:15:05     | Andrea Ritter      | 4:24:26     |